# Indi(III) hydroxide
Indi(III) hydroxide là hợp chất hóa học có công thức In(OH)3, là nguyên liệu để tạo ra indi(III) oxit, In2O3. Nó đôi khi được tìm thấy là khoáng chất hiếm dzhalindit.

## Cấu trúc
In(OH)3 có một cấu trúc khối, nhóm không gian Im3, một cấu trúc ReO3 bị bóp méo.

## Điều chế và phản ứng
Trung hòa một dung dịch của muối In3+ như In(NO
3)
3 hoặc dung dịch InCl3 tạo ra kết tủa trắng, In(OH)3. Sự phân hủy của In(OH)3 cho thấy bước đầu tiên là sự chuyển đổi của In(OH)3.xH2O thành khối lập phương In(OH)3. Sự kết tủa indi hydroxide là một bước tách indi từ quặng zincblend của Reich và Richter - những người phát hiện ra indium.
In(OH)3 là một amphoteric, như Ga(OH)3 và Al(OH)3 nhưng tinh axit thấp hơn Ga(OH)3 có độ hòa tan thấp hơn trong kiềm so với axit . Hòa tan In(OH)3 trong kiềm mạnh tạo ra các dung dịch có thể có chứa In(OH)−
4 hoặc In(OH)
4(H
2O)−
. Phản ứng với axit axetic hoặc các axit cacboxylic có thể cho muối axetat hoặc carboxylat, ví dụ In(OH) (OOCCH
3)
2.
Ở áp suất 10MPa và 250-400 °C In(OH)3 chuyển sang indi oxit hydroxide - InO(OH).
Việc giải nén nhanh các mẫu In(OH)3 nén ở 34 GPa gây ra sự phân hủy, tạo ra kim loại indi